# Gyepvasérc
A gyepvasérc (mocsárvasérc) likacsos, szivacsos külsejű, tömötten földes vas-oxi-hidroxid, ami mocsaras, tőzeges helyeken, reduktív környezetben képződik. A legősibb idők óta használt, de nagyüzemi termelésre alkalmatlan, üledékes vasérc. A talajok minősítésénél a gyökérfejlődést akadályozó talajhibának számít.

## Magyarországi lelőhelyei
- recens tőzeglápokban (Somogy vármegye; főképp Nagyatád–Somogyszob környéke);
- a Nyírség „nyírvízlaposaiban” (a nyírségi gyepvasérc mintegy 3500–5000 éve keletkezett);
- a Borsodi-dombságon (Rudabánya–Putnok);
- a Fertő környékén;
- Nyugat-Dunántúlon (erről kapta a nevét Vasvár).

A Somogyszob határában található, óholocén korú gyepvasérc telep ismert földtani nevezetesség.
Mezőtúr környéke, fazekas festéket készítettek belőle.

## Összetétele
Fő ásványai:
- limonit,
- hematit,
- goethit;

ezek aránya döntően a recens talajvíz helyzetének függvénye.
A reduktív környezet jeleként gyakran vivianitot (Fe3(PO4)2* 8 H2O) is tartalmaz.
Mindig idegen anyagokkal:
- homokkal,
- agyaggal,
- kavicsokkal,
- szerves maradványokkal stb.

elegyesen jelenik meg; ezeket bekérgezi. Gyakran növénylenyomatokat is tartalmaz. A viszonylag sok kovasav és foszforsav mellett rendesen víz is több van benne, mint a más módokon keletkezett barnavasércekben (limonitokban). A legrégebben ismert és hasznosított vasércek egyike: olyannyira, hogy maga a limonit ásvány a gyepvasércről kapta a nevét: (leimon görögül gyepet jelent).
Az érc szerkezete rendszerint laza, porózus, vagy pizoidos, ritkán réteges. Tapintása földes. Van, amikor önálló rétegekként jelenik meg, és van, amikor csak a homokszemcséket, kavicsokat, illetve növénymaradványokat kérgezi be.

## Keletkezése, előfordulása
Keletkezése alapvetően biokémiai folyamat, az úgynevezett vasbaktériumok műve. Ezek:
- elbontják a vasvegyületeket tartalmazó humuszanyagokat (azokkal táplálkoznak), és a vasat ferrihidroxid alakjában kiszabadítják belőlük;
- a ferrihidroxid lesüllyed a láp fenekére, és ott felhalmozódik. Az így képződött gyepvasérc telepek vastagsága többnyire nem éri el az 1 métert, kiterjedésük azonban esetenként igen nagy.

Ritkábban előfordul, hogy a talajban az elhalt gyökerek mentén mozgó, vastartalmú talajvízből a korhadó, megritkuló gyökérszövetbe rakódnak le a vas sói, és a szerves anyagot elkövesítik, „elvasasítják”. Ennek eredményeképpen a gyökerek helyén hosszú rudak, igen változatos, cseppkőszerű képződmények keletkeznek. Az egykori tönkök helyén a gyepvasérc emberfej nagyságát is elérő tömbökben jelenhet meg.
A mocsaras-lápos területeken rendszerint a széles, feltöltődő völgyekben, a vízfolyásokhoz közel jelenik meg.

## Felhasználása
A már az ókorban bányászott vasérctípusok közül az egyik legfontosabb.
Előnyei:
- a kohósítást megkönnyítő, porózus szerkezet;
- a kéntartalom szinte teljes hiánya;
- a telepek felszínközeli helyzete,
- a telepek könnyen művelhető jellege (az esetek többségében ásható, tömbjei kézzel rakodhatók).

Hátrányai:
- az alacsony vastartalom;
- a nagy kovasavtartalom;
- a nagy foszfortartalom.

A Kárpát-medencében avar kori, a gyepvasércet hasznosító kohókat tártak fel például:
- Sopron környékén,
- Kaposvár-fészerlakon stb.

Ezeket a kohókat az avarokkal azonos technológiával vasat olvasztó honfoglaló magyarok átvették, tovább használták. A gyepvasércből damaszkolással készítették a minőségi (acél) fegyvereket (például szablyáikat); a piritből nyert, lényegesen rosszabb minőségű vasat a tömegcikkek gyártásához használták fel. Vas vármegye elnevezése összefügg ezekkel a lelőhelyekkel és az azokra alapuló korai vasfeldolgozással.